# Dheepan
Pour plus de détails, voir Fiche technique et Distribution.
Dheepan est un film français réalisé par Jacques Audiard, sorti le 26 août 2015.
Le film, qui retrace l'histoire d'un réfugié tamoul sri lankais en France, est sélectionné, en compétition, au Festival de Cannes 2015 où il remporte la Palme d'or.

## Synopsis
Dheepan est un combattant des Tigres tamouls. La guerre civile touche à sa fin au Sri Lanka et la défaite est proche. Dheepan décide de fuir, d'autant plus que sa femme et ses enfants ont été tués. Il choisit et emmène avec lui parmi le flot de réfugiés, une femme, Yalini, et une adolescente, Illayaal, qu'il ne connaît pas, espérant ainsi obtenir plus facilement l'asile politique en Europe en les faisant passer pour sa famille. Arrivée à Paris, cette « famille » vivote d'un foyer d'accueil à l'autre, jusqu'à ce que Dheepan obtienne un emploi de gardien d'immeuble en banlieue, dans la cité « Le Pré ». Dheepan espère y bâtir une nouvelle vie et construire un véritable foyer pour sa fausse femme et leur fausse fille. Cependant, la violence quotidienne de la cité ravive en lui les blessures encore ouvertes de la guerre. Cela fait ressurgir notamment son syndrome de troubles de stress post-traumatique.  
Yalini, après s'être rapprochée de Dheepan, ne supporte plus l'ambiance de la cité et ressent à nouveau le besoin de rejoindre sa cousine en Angleterre, ce qui crée de la tension entre eux car cela compromet le titre de séjour de Dheepan en France. Illayaal, de son côté, cherche avant tout à s'intégrer parmi les élèves de son école et à apprendre le français, en récitant notamment en classe la poésie Démons et merveilles (Sables mouvants) de Jacques Prévert. Cette orpheline essaie également de trouver sa place dans cette nouvelle famille. Après l'assassinat dans l'appartement où Yalini est employée comme aide à domicile, d'un homme handicapé et d'un important trafiquant de drogue muni d'un bracelet électronique, l'ancien soldat Dheepan va devoir renouer avec ses instincts guerriers, surmonter son syndrome  pour porter secours à Yalini et protéger ce qu'il espérait voir devenir sa « vraie » famille.

## Fiche technique
- Titre : Dheepan
- Titres de travail : Erran[2] ; L'homme qui n'aimait plus la guerre[3]
- Réalisation : Jacques Audiard
- Scénario : Jacques Audiard, Thomas Bidegain et Noé Debré
- Photographie : Éponine Momenceau
- Production : Pascal Caucheteux, Grégoire Sorlat, Martine Cassinelli (productrice exécutive)
- Sociétés de production :  Why Not Productions, Page 114, France 2 Cinéma, en association avec les SOFICA Cinémage 9, Indéfilms 3, Sofitvciné 2
- Bande originale : Nicolas Jaar
- Pays de production :  France
- Genre : drame
- Durée : 109 minutes
- Dates de sortie : 
  - France : 21 mai 2015 (Festival de Cannes 2015 - compétition officielle)
  - France : 26 août 2015
- Avertissement parental : des scènes, des images de violence et des propos peuvent choquer les spectateurs.

## Distribution
- Antonythasan Jesuthasan : Dheepan
- Kalieaswari Srinivasan : Yalini
- Claudine Vinasithamby : Illayaal
- Vincent Rottiers : Brahim
- Marc Zinga : Youssouf
- Tarik Lamli : Mourad, résident du Pré
- Faouzi Bensaïdi : Monsieur Habib
- Bass Dhem : Azziz
- Franck Falise : le gardien du Hall C
- Joséphine de Meaux : la directrice de l'école
- Jean-Baptiste Pouilloux : le juriste au foyer
- Nathan Anthonypillai : l'interprète
- Vasanth Selvam : Colonel Cheran
- Kartik Krishnan : Le faussaire au Sri Lanka
- Tassadit Mandi : la dame dans l'escalier
- Marie Trichet : la jeune femme chez M. Habib
- Joël Boudjelta : Un résident du Pré
- Moussa Belhamar : Un résident du Pré
- Akim Chir : Un résident du Pré
- Sandor Funtek : Un gardien
- Aymen Saïdi : Un gardien
- Soufiane Guerrab : Un gardien
- Rudhra : la femme du camp de réfugiés
- Keasavan Paramasamy : Vendeur de roses
- Suthagar Shanmugalingam : Vendeur de roses
- Thurainesan Thurasingham : Vendeur de roses
- Jegan Sivarasa : Invité pique-nique
- Kopiraj Shanmuganathan : Invité pique-nique
- Kanagaratham Subakaran : Invité pique-nique
- Manickam Paramanathan : Invité pique-nique
- Sinnaruthai Manoharan : Invité pique-nique
- Eric Douré : Le faussaire pakistanais
- Jana Bittnerova : la résidente anniversaire
- Jean-Michel Correia : Le facteur
- Alexandre Michel : L'employé Pôle emploi

## Distinctions

### Récompense
- Festival de Cannes 2015 : Palme d'or

### Nominations
- Césars 2016 :
  - Meilleur film ;
  - Meilleur réalisateur ;
  - Meilleur acteur ;
  - Meilleur scénario original ;

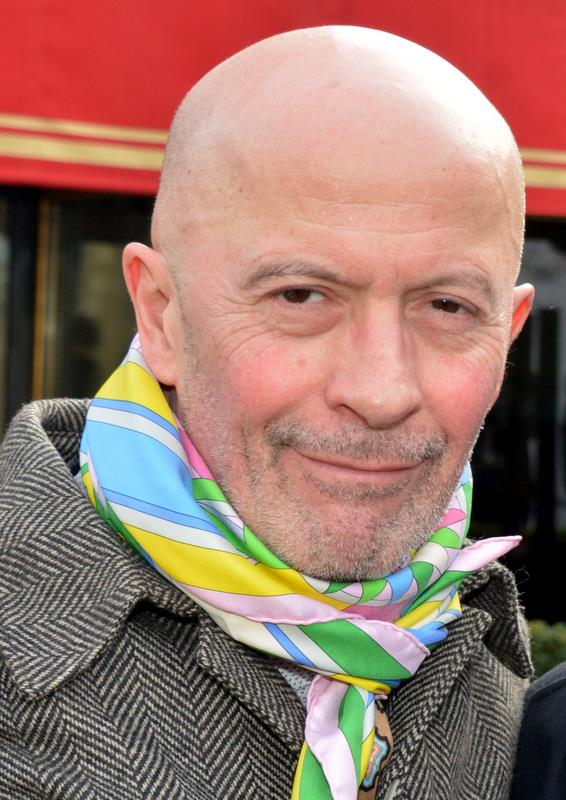
Le scénariste et réalisateur Jacques Audiard au déjeuner des nommés des Césars 2016.

  - Meilleur acteur dans un second rôle ;
  - Meilleur montage ;
  - Meilleure photographie ;
  - Meilleurs décors ;
  - Meilleur son.
- 21e cérémonie des prix Lumières 2016 :
  - Prix Lumières du meilleur film ;
  - Prix Lumières du meilleur réalisateur pour Jacques Audiard.
- 6e cérémonie des Magritte du cinéma 2016 :
  - Magritte du meilleur acteur dans un second rôle pour Marc Zinga.

## Production
À l'origine, le nom du film comportait le sous-titre L'homme qui n'aimait plus la guerre, en référence à L'Homme qui aimait la guerre, qui a finalement été retiré avant sa sortie,.
Jacques Audiard fait un parallèle entre son film et les Lettres persanes dont c'est une libre adaptation à travers l'idée de représenter des étrangers portant un regard sur la France qu'ils découvrent,. Le cinéaste avait en fait comme idée initiale de réaliser un remake des Chiens de paille
Le film est tourné en 2014 dans la cité HLM de La Coudraie à Poissy. C'est le troisième film tourné dans cette cité après Tête de Turc et From Paris with Love.

## Réception
Contrairement aux précédentes réalisations de Jacques Audiard présentées à Cannes, les réactions critiques sont plus polarisées même si elles sont majoritairement positives.
Pour les avis positifs, Europe 1 salue le film comme beau et justement inteprété. France Info y trouve de grandes qualités mais dénonce une dernière scène problématique. La revue Positif est satisfaite. Film de Culte loue les détails, l'histoire et la mise en scène, parlant d'une potentielle « Palme honnête et actuelle » mais est plus mitigé sur l'héroïsation. Moustique.be apprécie le film, son twist et les références à Montesquieu. Le Monde vante l'économie narrative et l'onirisme. Le Point juge que c'est un film généreux qui va au delà de la chronique sociale. Écran Large salue aussi bien la sociologie du film que son point de bascule dans le polar noir. Les critiques de The Guardian sont enthousiastes, louant la maitrise de style et comparant le cinéaste à Jean-Pierre Melville. Variety loue le regard culturel et l'interprétation. The Hollywood Reporter vante un film lyrique et émouvant. 
Les Inrocks dénoncent l'idéologie droitière du film et le comparent à New York 1997 et aux « vigilante à la Bronson ». Idem pour Critikat, critiquant la simplification des personnages, l'invraisemblance de la géographie, notamment les no go zones ; la webzine dans un éditorial dénonce l'idéologie du film, qui est politique, malgré les propos d'Audiard. De même que pour Écran Noir qui rejette les messages populistes véhiculés par le film et trouve « insultant » le parallèle qu'établit Audiard entre la guerre des Tamouls et la banlieue française. Jean-Michel Frodon dénonce aussi cette ambivalence et reproche qu'Audiard utilise les problèmes du monde comme prétexte narratif. Le compte twitter des Cahiers du cinéma est hostile : « BFMTV l'a rêvé, Jacques Audiard l'a fait. Fantasme des banlieues comme champ de bataille. » et dans une réaction post-palmarès « une caricature de plus des banlieues au nom du "film de genre" ». Libération critique le film et éreinte « une idéologie du nettoyage au Kärcher et d'un héroïsme viriliste ». Chronic'art est mitigé sur le film, y voyant un long-métrage modeste mais « dont le secret tient du fantasme d'auteurisation des spots de recrutement de l'Armée de terre ».
Le film est vivement critiqué par l'urbaniste Christian Lacape, président de l'Association des consultants en aménagement et développement des territoires, qui le qualifie de « film dégueulasse qui utilise les cités HLM comme décor de la soif de violence du réalisateur », estimant que la cité présentée « sans employés des HLM ou de la Ville, sans travailleurs sociaux, sans associations et sans commerces, n'existe pas ».
Le cinéaste dans des interviews se défend de toute opinion politique, même s'il indique que l'épilogue, qu'il fit « en toute bonne foi », rappelle Taxi Driver.